# Lijst van beschermd erfgoed in Genepiën
Onderstaande tabel geeft een overzicht van de beschermde erfgoederen in de gemeente Genepiën. Het beschermd erfgoed maakt deel uit van het cultureel erfgoed in België.
| Object | Bouwjaar/architect | Deelgemeente | Adres                       | Coördinaten                   | Nummer?                | Afbeelding |
| --- | ------------------ | ------------ | --------------------------- | ----------------------------- | ---------------------- | --- |
| De bergen van Thy |                    |              | Baisy-Thy en Ways           | 50° 36' 33" NB, 4° 27' 53" OL | 25031-CLT-0002-01 Info | |
| Orgels van de kerk Saint-Pierre |                    |              |                             | 50° 37' 48" NB, 4° 27' 13" OL | 25031-CLT-0004-01 Info | |
| Orgels van de kerk Saint-Jean Baptiste |                    |              |                             | 50° 35' 51" NB, 4° 26' 33" OL | 25031-CLT-0007-01 Info | |
| Kapel Notre-Dame de Foy de Loupoigne inclusief het omliggende terrein |                    |              |                             | 50° 36' 6" NB, 4° 27' 8" OL   | 25031-CLT-0008-01 Info | |
| Boerderij van Caillou, namelijk het huis gelegen aan de voorkant van de Brusselse weg, en de omsluitende muur en ensemble van de genoemde boerderij, tuin en bijgebouwen |                    |              |                             | 50° 38' 46" NB, 4° 25' 15" OL | 25031-CLT-0009-01 Info | Boerderij van Caillou, namelijk het huis gelegen aan de voorkant van de Brusselse weg, en de omsluitende muur en ensemble van de genoemde boerderij, tuin en bijgebouwen |
| Kerk Saint Martin |                    |              |                             | 50° 36' 36" NB, 4° 27' 45" OL | 25031-CLT-0011-01 Info | Kerk Saint Martin |
| Gevel en dak van huis |                    |              | rue du centre n° 32         | 50° 35' 54" NB, 4° 26' 35" OL | 25031-CLT-0012-01 Info | Gevel en dak van huis |
| Boerderij: gevels en daken |                    |              | place Charles Morimont n° 1 | 50° 35' 52" NB, 4° 26' 30" OL | 25031-CLT-0014-01 Info | Boerderij: gevels en daken |
| Orgels kerk Saint-Hubert |                    |              |                             | 50° 35' 38" NB, 4° 27' 57" OL | 25031-CLT-0016-01 Info | Orgels kerk Saint-Hubert |
| Toren en twee zijvleugels die het lichaam van de kerk Saint Jean Baptiste vormen                                                                                         |                    |              |                             | 50° 35' 51" NB, 4° 26' 32" OL | 25031-CLT-0017-01 Info | |
| Boerderij van het Basse Cour van het kasteel: gevels en daken |                    |              | rue du Centre n° 37         | 50° 35' 50" NB, 4° 26' 30" OL | 25031-CLT-0018-01 Info | |
| Ensemble van de oude molen, kerk en de boerderijen |                    |              |                             | 50° 35' 49" NB, 4° 26' 20" OL | 25031-CLT-0019-01 Info | |
| Monument "aux Belges" van 1815, route de Houtain |                    |              |                             | 50° 34' 23" NB, 4° 26' 54" OL | 25031-CLT-0020-01 Info | |
| Ensemble van het bos van Conins en het deel van de vijvers |                    |              |                             | 50° 38' 55" NB, 4° 30' 40" OL | 25031-CLT-0021-01 Info | |
| Gevels, daken en glas-in-lood van de kapel van Chantelet |                    |              |                             | 50° 38' 60" NB, 4° 26' 3" OL  | 25031-CLT-0023-01 Info | |
| Kapel du Try-au-Chêne en de heiligdommen van Onze Lieve Vrouw van Alsemberg en ensemble van deze monumenten en hun omgeving                                              |                    |              |                             | 50° 36' 29" NB, 4° 30' 51" OL | 25031-CLT-0024-01 Info | Kapel du Try-au-Chêne en de heiligdommen van Onze Lieve Vrouw van Alsemberg en ensemble van deze monumenten en hun omgeving                                              |
| Voorgevel en het daken van het gebouw, oprichting beschermingsgebied |                    |              | rue de Ways 39              | 50° 36' 39" NB, 4° 27' 9" OL  | 25031-CLT-0025-01 Info | Voorgevel en het daken van het gebouw, oprichting beschermingsgebied |
| Boerderij van Caillou: oprichting van een beschermingszone |                    |              |                             | 50° 38' 55" NB, 4° 25' 25" OL | 25031-CLT-0027-01 Info | |